# Xiazhi Dao
Xiazhi Dao är en ö i Kina. Den ligger i provinsen Zhejiang, i den östra delen av landet, omkring 210 kilometer öster om provinshuvudstaden Hangzhou. Arean är 18,3 kvadratkilometer. Den sträcker sig 6,3 kilometer i nord-sydlig riktning, och 9,2 kilometer i öst-västlig riktning.
Genomsnittlig årsnederbörd är 1 783 millimeter. Den regnigaste månaden är juni, med i genomsnitt 312 mm nederbörd, och den torraste är januari, med 53 mm nederbörd.